# Doryctes
Doryctes is een geslacht van vliesvleugeligen in de familie van de schildwespen (Braconidae). De wetenschappelijke naam van het geslacht werd voor het eerst geldig gepubliceerd in 1836 door Alexander Henry Haliday. Haliday definieerde Doryctes als een ondergeslacht van Rogas, met als soorten Doryctes obliteratus, gekend uit Duitsland en Engeland, en Doryctes flaviceps uit Saint Vincent.

## Soorten
Doryctes is een wijdverspreid geslacht waarin meer dan tachtig soorten beschreven zijn. In Europa zijn de volgende soorten gekend:
- Doryctes atorufus
- Doryctes curtifemur
- Doryctes fulviceps
- Doryctes fuscatus
- Doryctes germanicus
- Doryctes grandis
- Doryctes heydenii
- Doryctes leucogaster
- Doryctes liogaster
- Doryctes marothiensis
- Doryctes molorchi
- Doryctes obliteratus
- Doryctes planiceps
- Doryctes pomarius
- Doryctes pulchripes
- Doryctes rex
- Doryctes rossicus
- Doryctes striatelloides
- Doryctes striatellus
- Doryctes undulatus

- D. anatolikus Marsh, 1969
- D. anticerufus Granger, 1949
- D. atorufus Nees, 1834
- D. bonariensis Brethes, 1910
- D. boninus Belokobylskij & Maeto, 2008
- D. brachynervus Marsh, 1969
- D. buoculus Marsh, 1969
- D. californicus Marsh, 1969
- D. conjectus Statz, 1938
- D. contectus Brues, 1933
- D. costaricensis Marsh, 2002
- D. coxalis (Granger, 1949)
- D. curtifemur (Zaykov, 1985)
- D. denticoxa Belokobylskij, 1996
- D. diversus (Szepligeti, 1910)
- D. erythromelas (Brulle, 1846)
- D. eucrinus Marsh, 1969
- D. exhalans (Say, 1829)
- D. fartus (Provancher, 1880)
- D. fasciatipennis Granger, 1949
- D. fernandopoensis Shenefelt & Marsh, 1976
- D. fijiensis (Fullaway, 1919)
- D. filiformis Brues, 1933
- D. flaviceps (Haliday, 1836)
- D. fulviceps Reinhard, 1865
- D. fuscatus (Nees, 1834)
- D. germanicus Belokobylskij, 2001
- D. grandis Szepligeti, 1896
- D. gyljak Shestakov, 1940
- D. hedini (Fahringer, 1934)
- D. henryi Belokobylskij, 1996
- D. herero (Enderlein, 1820)
- D. heydenii Reinhard, 1865
- D. hyalinus Brues, 1933
- D. infuscatus Belokobylskij, Iqbal & Austin, 2004
- D. inopinatus Belokobylskij, 1984
- D. leucogaster (Nees, 1834)
- D. liogaster Marshall, 1899
- D. longisetosus Nixon, 1939
- D. longulus Statz, 1938
- D. macrocaudus Marsh, 1969
- D. maculipennis Rohwer, 1919
- D. makiharai Belokobylskij & Maeto, 2008
- D. malayensis (Fullaway, 1919)
- D. marothiensis Szepligeti, 1902
- D. merinotides Enderlein, 1920

- D. minutus Brues, 1933
- D. molorchi Fischer, 1971
- D. nigricornis (Kriechbaumer, 1894)
- D. nipponicus Belokobylskij & Maeto, 2009
- D. nobilis (Nees, 1834)
- D. nubilipennis (Spinola, 1851)
- D. obliteratus (Nees, 1834)
- D. pacificus (Provancher, 1885)
- D. petiolatus Shestakov, 1940
- D. philippinensis (Ashmead, 1904)
- D. pilosipes (Szepligeti, 1914)
- D. pilosus Granger, 1949
- D. planiceps Reinhard, 1865
- D. pomarius Reinhard, 1865
- D. pseudopomarius Belokobylskij, 1984
- D. pulchricaudis (Szepligeti, 1914)
- D. pulchripes Szepligeti, 1905
- D. punctatus Belokobylskij, 1984
- D. pyrrhus Marsh, 1969
- D. rex Marshall, 1897
- D. ridiaschinae Brethes, 1916
- D. rossicus Telenga, 1941
- D. rotundatus Statz, 1938
- D. rufipes (Provancher, 1880)
- D. samoanus Fullaway, 1940
- D. selene Nixon, 1939
- D. slavianka Belokobylskij, 1996
- D. slossonae Marsh, 1969
- D. solox Enderlein, 1912
- D. striatelloides Strand, 1918
- D. striatellus (Nees, 1834)
- D. subapterus (Spinola, 1851)
- D. succinalis Brues, 1933
- D. tadzhicus Belokobylskij
- D. taras Nixon, 1939
- D. testaceus Brethes, 1913
- D. thoracicus (Szepligeti, 1914)
- D. transversalis (Szepligeti, 1914)
- D. undulatus (Ratzeburg, 1852)
- D. variegatus Szepligeti, 1914
- D. variipennis Nixon, 1939
- D. xanthocephalus (Szepligeti, 1914)
- D. xanthogaster Kula & Marsh, 2011
- D. xanthosoma Kula & Marsh, 2011
- D. yogoi Watanabe, 1954